# Volata
Volata (Flugball) ist ein Ballspiel, das als Mannschaftssport zur Zeit des italienischen Faschismus von Augusto Turati propagiert wurde. Er sollte als erfundene Tradition an altrömische Ballspiele (Harpastum) anknüpfen. Turati war sowohl der Generalsekretär der Faschistischen Partei als auch der Präsident des Nationalen Olympischen Komitees (CONI). Er stellte auch sicher, dass Mussolini immer beim Endspiel der italienischen Meisterschaft präsent sein konnte, um den Pokal zu überreichen.
Volata ist mit Feldhandball und Rugby verwandt. Es wird auf einem Platz gespielt, der mindestens 40 mal 60 Meter groß sein muss und maximal die Größe eines Fußballplatzes haben darf. Es spielen zwei Mannschaften mit je acht Spielern. Der Ball (400 g, Umfang 68 bis 71 cm) darf getreten, geworfen und getragen werden. Ein Spieler darf den Ball bis zu 10 m weit tragen (jedoch nicht länger als 3 Sekunden) oder schießen. Das Tor ist so hoch wie ein Fußballtor (2,44 m), jedoch nur 5,00 m breit. Um das Tor ist ein Halbkreis wie beim Feldhandball gezogen (8 m), der nur vom Torwart und nicht von der gegnerischen Mannschaft betreten werden darf. Beim Anstoß liegt der Ball in der Spielfeldmitte und die Spieler sprinten von der Grundlinie zum Ball, den sie dann aufnehmen müssen – und nicht treten dürfen. Das Spiel dauert 3 mal 20 Minuten mit je 5–10 Minuten Pause.
Volata verdrängte sehr schnell Rugby in Italien, konnte allerdings langfristig Fußball, das als englisches Spiel als unitalienisch galt, nicht übertreffen. Als Italien 1934 die FIFA-WM im eigenen Land gewann, nahm Volata an Bedeutung wieder ab.